# Peter O’Donnell (pisarz)
Peter O’Donnell (ur. 11 kwietnia 1920 w Lewisham, w Londynie, zm. 3 maja 2010 w Brighton) – angielski pisarz i autor komiksów. Publikował również pod pseudonimem „Madeleine Brent”.

## Życiorys
Urodził się 11 kwietnia 1920 w Lewisham, dzielnicy Londynu, jako syn Bernarda O’Donnella, dziennikarza „Empire News”. Zaczął pisać w wieku 16 lat. Przed II wojną światową wstąpił do wojska i służył podczas wojny m.in. w Syrii, Egipcie i Włoszech. Po zakończeniu służby zajął się tworzeniem komiksów, w tym adaptacji przygód Jamesa Bonda dla „Daily Express”. W 1963 opublikował pierwszy komiks z przygodami Modesty Blaise, zaś dwa lata później, w 1965, książkę z jej przygodami. Łącznie wydał 13 książek na jej temat oraz 9 innych tytułów (powieści przygodowych i romansów gotyckich) pod pseudonimem „Madeleine Brent”. Akcje tych utworów rozgrywają się częściowo w Anglii, a częściowo w odległych krajach, takich jak Tybet, Australia czy Meksyk.
Miał żonę Constance, którą poślubił w 1940, i dwie córki. Zmarł w Brighton w wieku 90 lat.